# قصه‌های شهرک سینمایی
قصه‌های شهرک سینمایی یک مجموعه تلویزیونی محصول سال ۱۳۷۸–۱۳۷۹ به کارگردانی بابک محمدی، نویسندگی و تهیه‌کنندگی محمدصادق آذین می‌باشد که در سال ۱۳۷۹ از شبکه سه پخش شد. این مجموعه ۱۳ قسمت ۴۵دقیقه ای تهیه شد.
هر قسمت از این مجموعه که در شهرک سینمایی اتفاق می‌افتد، به زندگی روزمره بازیگرانی که در این شهرک درگیر بازی در فیلم‌ها و سریال‌ها هستند می‌پردازد.

## بازیگران
- مهدی هاشمی
- رضا کیانیان
- سیما تیرانداز
- سحر ولدبیگی
- هایده حائری
- کاظم هژیرآزاد
- سیروس ابراهیم‌زاده
- مجید مظفری
- ناصر هاشمی
- ایرج گرگین
- حسین صحراوردی
- مجید مشیری
- رضا خندان
- مهنوش صادقی
- رزا آرایش
- پرویز تأییدی
- ابراهیم‌آبادی
- فرخ‌لقا هوشمند
- محمدعلی ورشوچی
- افشین زارعی
- شهره سلطانی

...